# L!PP (from Hello! Project Dance Team)
L!PP (from Hello! Project Dance Team)（リップ）は、ハロー!プロジェクトに所属する女性ダンス&ボーカルユニット。

## 概要
- ハロー!プロジェクトの各グループ（OCHA NORMAを除く）から『ダンス選抜』されたスペシャルユニット[1]。「LIPPS」とハロー!プロジェクトの略称「H!P」を組み合わせたことがユニット名の由来である。

## メンバー

### 現在のメンバー
| 名前                     | 生年月日               | 出身地 | 所属グループ       |
| ------------------------ | ---------------------- | ------ | ------------------ |
| 段原瑠々 (だんばら るる) | 2001年5月7日（23歳）   | 広島県 | Juice=Juice        |
| 秋山眞緒 (あきやま まお) | 2002年7月29日（22歳）  | 大阪府 | つばきファクトリー |
| 平井美葉 (ひらい みよ)   | 1999年12月11日（25歳） | 東京都 | BEYOOOOONDS        |

### 過去に在籍していたメンバー
| 名前                         | 生年月日               | 出身地 | 所属グループ                             |
| ---------------------------- | ---------------------- | ------ | ---------------------------------------- |
| 稲場愛香 (いなば まなか)     | 1997年12月27日（27歳） | 北海道 | Juice=Juice （2022年5月30日卒業）        |
| 加賀楓 (かが かえで)         | 1999年11月30日（25歳） | 東京都 | モーニング娘。'22 （2022年12月10日卒業） |
| 佐々木莉佳子 (ささき りかこ) | 2001年5月28日（23歳）  | 宮城県 | アンジュルム （2024年6月19日卒業）       |
| 石田亜佑美 (いしだ あゆみ)   | 1997年1月7日（28歳）   | 宮城県 | モーニング娘。'24 （2024年12月6日卒業）  |

## 略歴

### 2021年
- 11月25日、ヘアサロン「LIPPS」の『SMOOTH HAIR DANCE SERIES』とハロー!プロジェクトのコラボ企画に、石田亜佑美・加賀楓（以上モーニング娘。'21）、佐々木莉佳子（アンジュルム）、稲場愛香（Juice=Juice）、秋山眞緒（つばきファクトリー）、平井美葉（BEYOOOOONDS）が選出[2]。

### 2022年
- 5月30日、稲場愛香がJuice=Juiceおよびハロー!プロジェクトを卒業[3]。同ユニットからも事実上離脱。
- 8月18日、LIPPSとのコラボ第2弾を発表[1]。それに伴い、Juice=Juiceより段原瑠々が加入、オリジナルの新曲『Sunset Summer Fever』のミュージック・ビデオを公開、更にユニット名「L!PP (from Hello! Project Dance Team)」（リップ）が命名された。
- 9月1日、上述の『Sunset Summer Fever』を配信限定でリリース。
- 12月10日、加賀楓がモーニング娘。'22およびハロー!プロジェクトを卒業[4]。同ユニットからも事実上離脱。
- 12月30日、ハロー!プロジェクトのコンサート「Hello! Project Year-End Party 2022 〜GOOD BYE & HELLO ! 〜」にて、石田・佐々木・段原・秋山・平井の5名で「Sunset Summer Fever」を初パフォーマンス[5]。

### 2023年
- 9月9日、ハロー!プロジェクトのコンサート「Hello! Project 25th ANNIVERSARY CONCERT「Theme Of Hello!」」にて、オープニングアクトとしてパフォーマンス[6]。

### 2024年
- 6月19日、佐々木莉佳子がアンジュルムおよびハロー!プロジェクトを卒業[7]。同ユニットからも事実上離脱。
- 12月6日、石田亜佑美がモーニング娘。'24およびハロー!プロジェクトから卒業[8]。同ユニットからも事実上離脱。

## 作品

### 配信シングル
| # | 開始日         | タイトル            | 備考 |
| - | -------------- | ------------------- | ---- |
| 1 | 2022年09月01日 | Sunset Summer Fever |      |

### YouTube
- LIPPS × HELLO! PROJECT DANCE TEAM（2021年11月25日、YouTube）

## 出演

### コンサート
- Hello! Project Year-End Party 2022 〜GOOD BYE & HELLO ! 〜（2022年12月30日、中野サンプラザ）
- Hello! Project 25th ANNIVERSARY CONCERT「Theme Of Hello!」（2023年9月9日、国立代々木競技場 第一体育館） - オープニングアクト